# Миколаївський монастир (Богуслав)
Свя́то-Микола́ївський чоловічий монасти́р — православний монастир, розташований на високому горбі на Зароссі в м. Богуслав, Київська область.

## Історія
Початком заснування богуславського Миколаївського монастиря можна вважати другу половину XVI століття, а саме період 1575—1586 років. У ті часи в літописному місті Самборі (нині ця місцина розташовується поблизу с. Лісовичі) був монастир. Під час набігів та знищення міста Самбора монголо-татарами — дерев'яну церкву монастиря монахи розібрали і, переходячи лісами, перенесли за Богуслав та встановили її місці старого монастиря між селами Івки та Хохітва, в урочищі Чернечий Яр. Монастир був названий на честь Різдва Пресвятої Богородиці. Наприкінці XVI століття під час монголо-татарських набігів монастир був зруйнований.
1596 року монастир був відновлений старостою богуславським Янушем Острозьким і переведений в унію та заселений монахами-василіанами.
Під час Корсунської битви 1648 року селянсько-козацького війська під проводом Богдана Хмельницького з польським військом під Корсунем, яке закінчилося повною поразкою поляків. Саме під час цієї битви полковник Війська Запорозького Максим Кривоніс звільнив Богуслав від урядових військ Речі Посполитої та польської шляхти. Залишки польської шляхти разом з монахами-василіянами пішли з міста. Після цієї значущої події усі монастирі, у тому числі й Різдво-Богородицький монастир та церкви були повернені до православ’я. 
У червні 1654 року богуславське православне духовенство разом з гетьманом Богданом Хмельницьким та козацьким військом зустрічали у Богуславі антіохійського патріарха Макарія, який повертався з Московії.
1685—1692 роки, в часи Руїни, коли Польща формально відновила козацтво з традиційними для нього формами самоврядування, монастир був відбудований богуславським козацьким полковником Самійлом Самусем.
1702—1704 роки, після війни правобережних козаків з поляками, коли Богуславський полк змушений був перейти «під цареву руку» на Лівобережжя, богуславські поляки та їх старости відремонтували монастир. І від тоді він став Василіянським, і був перенесений до Богуслава, на своє теперішнє місце, де колись був монастирський хутір. 
1711 року Богуславський монастир був зруйнований загонами гетьмана Пилипа Орлика під час його військового походу з турками й татарами на Правобережну Україну з метою визволення цієї території від російських військ та відновлення гетьманської влади.
У 1740 році було збудовано головну дерев’яну церкву названу на честь Святого Миколая і відтоді монастир став називатися Свято-Миколаївським, а 1768 року, під час Коліївщини, богуславський монастир знов стає православним. 
1780 року на території монастиря збудована дерев'яна церква святої великомучениці Варвари.
1787 року внаслідок пожежі (скоріше підпалу) згоріла головна Свято-Миколаївська церква. Єпископ Чернігівський Відомства православного сповідання Російської імперії Віктор Садковський потурбувався за будівництво нової церкви на місці згарища і 15 грудня 1793 року видав грамоту на будівництво нової кам'яної церкви. Але через брак коштів подальшу будову було призупинено, хоча вже був закладений фундамент під нову святиню. І лише 1799 року митрополит Київський Ієрофей пожертвував дерев'яну церкву, що закривалася у Голосіївській пустині. Її було перевезено до Богуслава та встановлено на кам'яному фундаменті. Церква простояла до 1851 року.
1851—1853 роки, на її місці будується трьохпрестольна кам'яна церква: в ім'я Успіння Пресвятої Богородиці, Святителя Миколая Мирлікійського та апостола Іакова Алфеєва (літня церква) за рахунок 10000 крб. срібних, які пожертвував протоієрей Яків Ковалевський.
1851 року Свято-Миколаївський монастир перейменовано в Успенський. Дзвіниця при Успенській церкві містила 8 дзвонів різної величини, найбільший — 61 пуд (близько 1000 кг).
1866 року на кошти астраханського купця Михайла Сабурова зводиться тепла цегляна церква Воскресіння Христового, що збереглася до наших днів.
У 1818 — 1884 роках при монастирі знаходилось духовне «повітове» училище, в якому постійно викладало до п'яти вчителів та навчалося до 80-ти учнів. Училище мало в самому монастирі належні йому два приміщення, а намісник монастиря майже завжди вважався й ректором училища. На богослужіння учні ходили в монастирську Воскресенську церкву. З неї традиційно 9 травня (за старим стилем) відбувалася хресна хода на монастирський луг, де відбувалося освячення джерела Кам'янка, що витікало із скелі. Ця вода мала цілющі властивості.
У Богуславському духовному училищі навчались письменники Іван Нечуй-Левицький, Євген Кротевич, адвокат Павло Клебановський (у спогадах описав монастир того часу), історик Павло Клепацький. Бував тут і Тарас Григорович Шевченко, коли возив попівського сина з Кирилівки на навчання в Богуслав. Бувала тут і Марко Вовчок.
Відомі оперні співаки, які вийшли з Богуславської бурси: Павло Кошиць, Алейніков, Сікачинський, Орест Левицький, Трезвинський. Випускником Богуславського духовного училища був і Олександр Кошиць.
У першій половині XVIII століття за наказом настоятеля монастиря ігумена Феодора Андрієвського біля підніжжя гори було прорито глибокий рів у чотири метри шириною та два глибиною. Коли він заповнився водою з Росі, монастир опинився на острові. В'їхати до нього можна було лише по штучно утвореній греблі, через міст, який на ніч монахи розводили. Цей міст існував до кінця XVIII століття і був знесений водою під час великої повені.
У XVIII столітті за єпархіальним управлінням монастир належав до Переяславської єпархії та 1785 року перейшов у підпорядкування коадьютора Київської митрополії та до часу приєднання цього краю до Росії мав статус «закордонного» монастиря. В період єпископства преосвященного Віктора (Садковського) обитель служила його резиденцією.
Із святинь монастир мав дерев'яний хрест, виготовлений із коренів дерев з берегів ріки Йордан, із вкладеними в нього частками святих мощей та інше.
Монастир мав у власності три окремі земельні ділянки загальною площею у 83 десятини.
1840 року сюди з Афону було привезено та висаджено від підошви гори з боку річки до самої монастирської стіни 50 саджанців веймутової сосни.
Пізніше на монастир впало велике лихо: йому було заборонено користуватись млином, збудованим на останні монастирські кошти. Крім того, монастирю було залишено лише 49 десятин землі, оскільки документи на 300 десятин поля й лісу були знищені під час пожежі і справа в суді була програна: хутір й землі в монастиря відібрали. Було присуджено також скинути з берега кінець греблі млина, що була причеплена до маєтності графа Ксаверія Браницького за Россю. Ігумен подав прохання до тодішнього київського митрополита, але на той час з Браницьким підтримувала родинні стосунки царська сім'я (Ксаверій був одружений з донькою Катерини II). Київський митрополит не насмілився виступити на захист монастиря. Рішення суду було виконано: греблю зруйнували і колеса млина зупинились. Один з випускників Богуславського училища Павло Іванович Клебановський, закінчивши курс Київської семінарії і здобувши юридичну освіту в Київському університеті, вирішив відновити справедливість. Він приїхав до Богуслава, зібрав усі необхідні документи та подав судовий позов до Браницьких. Клебановський на суді довів, що землю в монастиря відібрано незаконно, і виграв суд. Монастирю повернули і хутір з лісом, і навіть город.
1904 року монастир було переведено в жіночий і проіснував він до 1929 року. В документах монастиря, що зберігаються у Богуславському історичному музеї, згадується настоятелька монастиря ігуменя Євстолія.
У 1930-х роках з дзвіниці було знято дзвони, а в храмі знято ікони та інше церковне начиння; було відкрито дитячий будинок.
У липні 1941 року тут містився штаб 26-ї армії, що тримала оборону на канівському напрямку.
Під час війни було зруйновано купол і дах церкви Успіння Пресвятої Богородиці. У 1948—1950 роках цеглу з церкви забрали на будівництво 2-го поверху церкви Воскресіння Христового.
У 1945—1967 роках приміщення монастиря займав дитячий будинок, у 1967—1993 роках — гуртожиток педагогічного училища.
11 червня 1993 року наказом Управління освіти Київської ОДА всі приміщення Свято-Миколаївського монастиря передано у власність Київської єпархії Української Православної Церкви Київського Патріархату. Намісником монастиря призначено ігумена Вікентія (Міськова).
1994 року намісником стає ігумен Севастіан (Возняк), намісник Видубицького монастиря. У церкві Воскресіння Христового проводиться реставрація: прибираються стіни між кімнатами і коридором на 1 поверсі, проводяться розписи колон храму іконописцем Валерієм Стрільцем: встановлюється іконостас, який привезено було з Видубицького монастиря.
У квітні 2007 монастир відвідує Святійший Патріарх Філарет. Починаються внутрішні та зовнішні реставраційні роботи церкви Воскресіння Христового.
27 травня 2008 року монастир освятив Святійший Патріарх Філарет. Нині монастир належить ПЦУ.

## Намісники монастиря
- 1700 — ? роки — ігумен Феодор Андрієвський.
- 1729 — 1779? роки — ігумен Вассіан Копистецький.
- 1779 — 1788 роки — ігумен Анемподист. При ньому трапилася пожежа 1787 року, під час якої згоріла головна монастирська церква і майже усі келії.
- 1788 — 1792 роки — ігумен Аркадій. Заклав фундамент нової церкви. Він відкуповував монастирську землю, яку за незгодою настоятелів заволоділи богуславські міщани.
- 1792 — 1800? роки — ігумен Варахиїл. На вимогу керівництва він склав опис монастиря. За його керівництва, у 1794 році освячена церква.
- 1800? — 1810 роки — ігумен Варфоломій. Переведений до Медведівського Миколаївського монастиря з посадою благочинного монастирів.
- 1815 — 1800? роки — ієромонах Ігнатій.
- 1800? — 1823 роки — ієромонах Іустин.
- 1823? — 1800? роки — ієромонах Феогност.
- 1800? — 1832 роки — ігумен Володимир.
- 1832? — 1833 роки — ігумен Пантелеймон. Переведений в Курську семінарію.
- 1833 — 1833 роки — ігумен Григорій (Гречка). Згодом був начальником Китаївської пустині.
- 1833 — 1833 роки — ігумен Митрофан. Переведений у Жаботинський монастир. Він збудував дощату огорожу навколо монастиря.
- 1833 — 1845 роки — ігумен Єфрем. Віддалився на спочинок у Видубицький монастир.
- 1845 — 1861 роки — ігумен Феодор. З ревністю, хоч і невдало, піклувався про повернення монастирю прилеглих йому колись земель.
- 1861 — 1800? роки — ігумен Макарій (Сорокін). Переведений у Мотронинський монастир.
- 1800 — 1800? роки — ігумен Іринарх (зустрічалися документи зі згадкою ігумена Іринарха).
- 1993 — 1994 роки — ігумен Вікентій (Міськов).
- 1994 — 1995 роки — ігумен Севастіан (Возняк).
- 1995 — 1997 роки — ієрей Роман Антонюк. Був настоятелем храму.
- 1997 — 1998 роки — протоієрей Василій Панасюк. Був настоятелем храму.
- 1998 — 1998 роки — ігумен Марк.
- 1998 — 1998 роки — ієромонах Іосиф.
- 1998 — 2005 роки — ігумен Стефан (Негребецький). При ньому була монастирська пасіка, свиноферма, фруктовий сад.
- 2005 — 2006 роки — ієромонах Макарій (Кармазін).
- 2006 — 2007 роки — ігумен Григорій (Кулаковський). Було встановлено купол на церкві Воскресіння Христового, наново перекрито дах церкви (замінено шифер на металочерепицю), встановлено нові вікна.
- 2007 — 2008 роки — ігумен Миколай (Коваль). У квітні монастир відвідує Святійший Патріарх Філарет. З квітня 2007 року починаються внутрішні та зовнішні реставраційні роботи церкви Воскресіння Христового.
- 2008 — 2010 роки — ігумен Амвросій (Савицький).
- від 2010 року — ігумен Арсеній (Пожарний). У 2011 році збудовано сходи на пагорбі до храму, арка, паперть. 27 травня 2013 року Святійший Патріарх Філарет, Священноархімандрит монастиря, закладає капсулу на відновлення храму на місці старого фундаменту зруйнованого Успенського собору. Вересень-грудень 2013 року розібрано старий фундамент Успенського собору, який виявився непридатним для інженерних споруд, вирито котлован та збудовано новий фундамент згідно зразків, розмірів та архітектури колишнього Успенського собору.